# Midnattens Widunder
Midnattens Widunder – pierwszy album folk metalowego zespołu Finntroll. Został wydany w 1999 przez Spinefarm Records. 

## Lista utworów
| Nr | Tytuł utworu          | Tłumaczenie       | Długość |
| -- | --------------------- | ----------------- | ------- |
| 1. | „Intro”               |                   | 1:57    |
| 2. | „Svartberg”           | Czarna Góra       | 4:06    |
| 3. | „Rivfader”            |                   | 4:09    |
| 4. | „Vätteanda”           | Gobliński Duch    | 4:35    |
| 5. | „Bastuvisan”          | Sauniana Piosenka | 1:19    |
| 6. | „Blodnatt”            | Krwawa Noc        | 4:41    |
| 7. | „Midnattens Widunder” | Potwory Nocy      | 4:40    |
| 8. | „Segersång”           | Śpiew Zwycięstwa  | 1:59    |
| 9. | „Svampfest”           | Grzybowa Uczta    | 2:03    |
|    |                       |                   | 29:29   |